# Жуайёз (коммуна)
Жуайёз (фр. Joyeuse, окс. Juèsa) — коммуна во Франции, находится в регионе Рона — Альпы. Департамент коммуны — Ардеш. Административный центр кантона Жуайёз. Округ коммуны — Ларжантьер.
Код INSEE коммуны — 07110.
Согласно легенде, Жуайёз был основан Карлом Великим.

## Климат
Климат средиземноморский, с жарким летом и дождливой осенью.

## Население
Население коммуны на 2008 год составляло 1626 человек.
| 1962 | 1968 | 1975 | 1982 | 1990 | 1999 | 2008 |
| ---- | ---- | ---- | ---- | ---- | ---- | ---- |
| 1294 | 1317 | 1293 | 1368 | 1411 | 1483 | 1626 |

## Экономика
В 2007 году среди 852 человек в трудоспособном возрасте (15—64 лет) 604 были экономически активными, 248 — неактивными (показатель активности — 70,9 %, в 1999 году было 68,1 %). Из 604 активных работали 491 человек (248 мужчин и 243 женщины), безработных было 113 (53 мужчины и 60 женщин). Среди 248 неактивных 48 человек были учениками или студентами, 108 — пенсионерами, 92 были неактивными по другим причинам.

## Достопримечательности
- Башня затворника
- Замок Жуайёз, исторический памятник
- Церковь Св. Петра, исторический памятник
- Музей каштана
- Дом карикатуры и юмористических рисунков

## Города-побратимы
- Жёпий-сюр-Мёз (Бельгия)
- Вилассар-де-Дальт (Испания)
- Пескалья (Италия)

## Фотогалерея

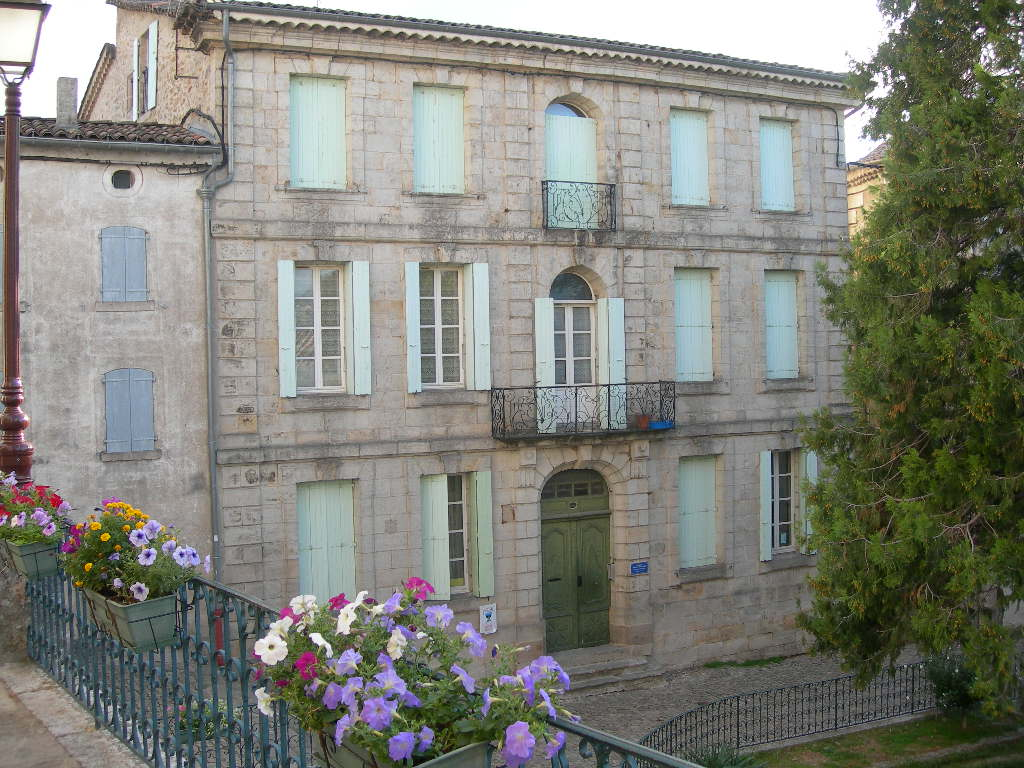
Отель Монравель
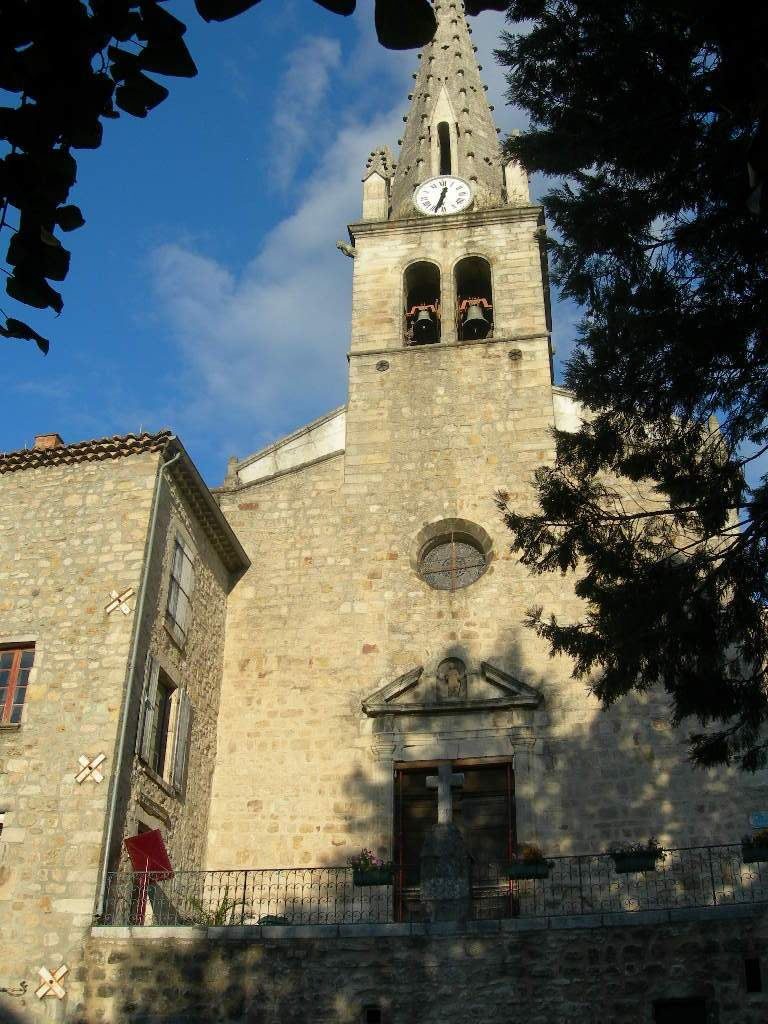
Церковь Сен-Пьер
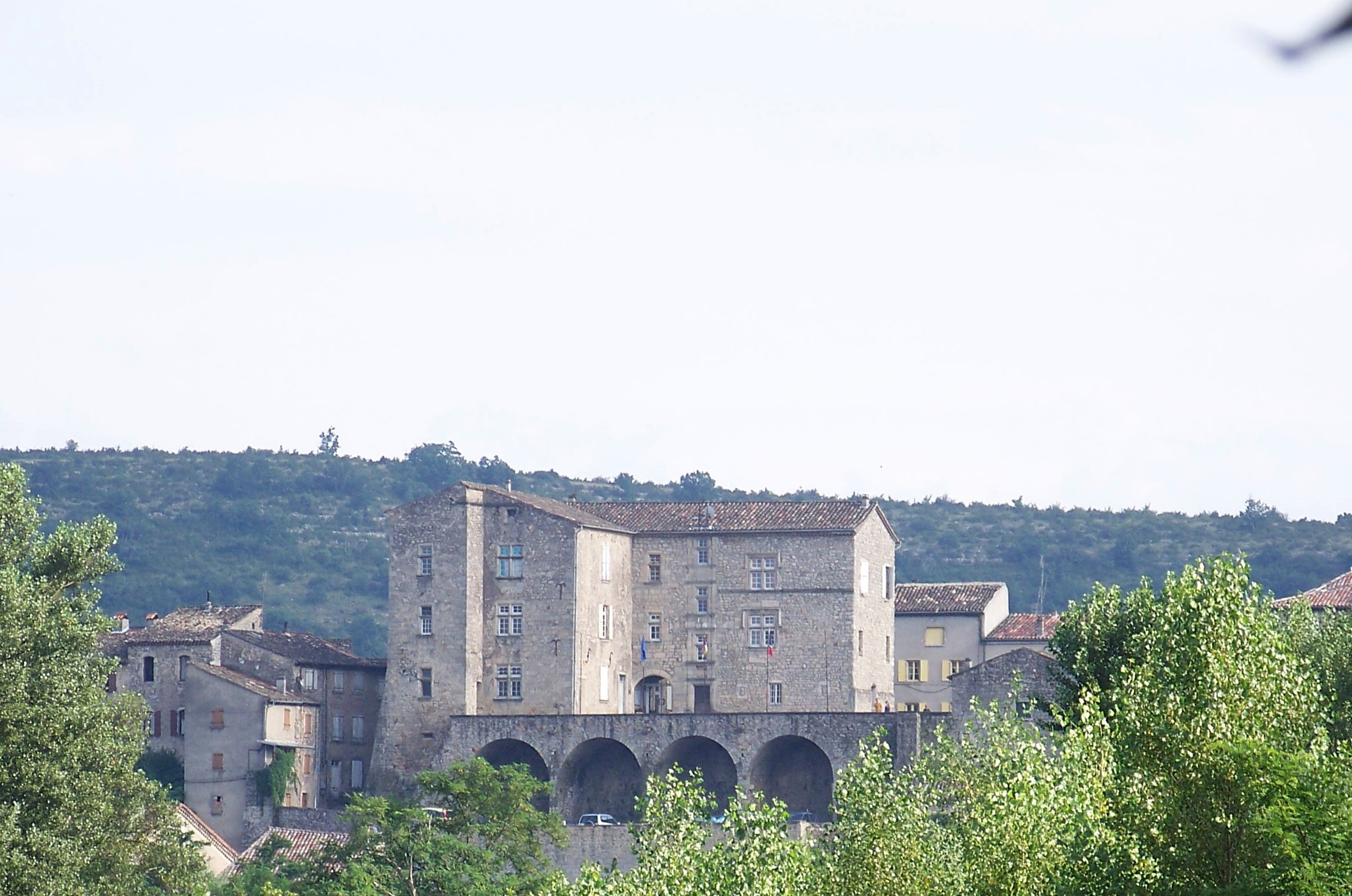
Замок
Памятник погибшим в Первой мировой войне
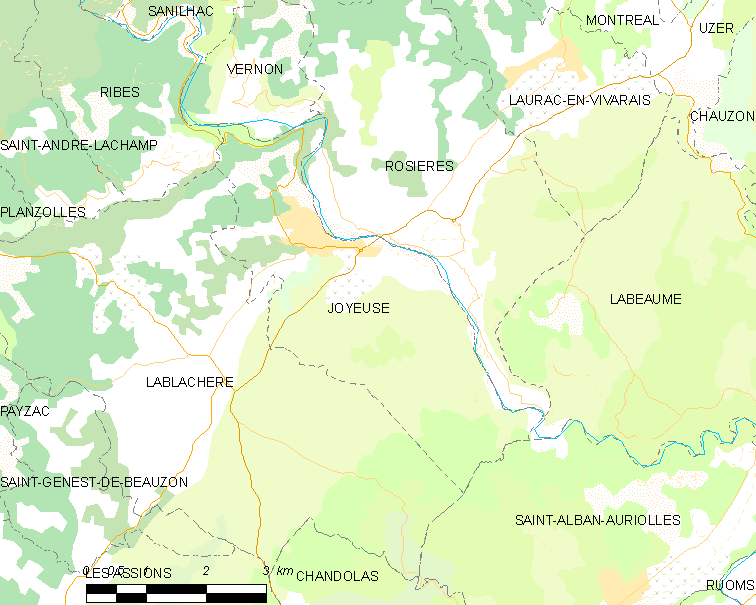
Карта коммуны